# Szingapúr az 1984. évi nyári olimpiai játékokon
Szingapúr az egyesült államokbeli Los Angelesben megrendezett 1984. évi nyári olimpiai játékok egyik részt vevő nemzete volt. Az országot az olimpián 2 sportágban 5 sportoló képviselte, akik érmet nem szereztek.

## Úszás
Férfi
| Versenyző                                         | Versenyszám            | Előfutam | Előfutam | Előfutam | Döntő   | Döntő   | Döntő   | Helyezés |
| Versenyző                                         | Versenyszám            | Idő      | Hely.    | Össz.    | Típus   | Idő     | Hely.   | Helyezés |
| ------------------------------------------------- | ---------------------- | -------- | -------- | -------- | ------- | ------- | ------- | -------- |
| Ang Peng Siong                                    | 100 m pillangó         | 56,61    | 4.       | 28.      | kiesett | kiesett | kiesett | kiesett  |
| Ang Peng Siong                                    | 100 m gyors            | 51,66    | 2.       | 15.      | B       | 51,09   | 1.      | 9.       |
| Oon Jin Gee                                       | 100 m gyors            | 54,17    | 5.       | 42.      | kiesett | kiesett | kiesett | kiesett  |
| David Lim                                         | 100 m hát              | 1:00,65  | 5.       | 29.      | kiesett | kiesett | kiesett | kiesett  |
| Oon Jin Teik                                      | 100 m mell             | 1:09,23  | 6.       | 42.      | kiesett | kiesett | kiesett | kiesett  |
| Ang Peng Siong Oon Jin Teik David Lim Oon Jin Gee | 4 × 100 m gyorsváltó   | 3:34,63  | 6.       | 17.      | kiesett | kiesett | kiesett | kiesett  |
| David Lim Oon Jin Teik Ang Peng Siong Oon Jin Gee | 4 × 100 m vegyes váltó | 4:00,07  | 5.       | 16.      | kiesett | kiesett | kiesett | kiesett  |

## Vitorlázás
Férfi
| Versenyző  | Versenyszám     | Futam | Futam | Futam | Futam  | Futam | Futam | Futam | Pontszám | Helyezés |
| Versenyző  | Versenyszám     | 1     | 2     | 3     | 4      | 5     | 6     | 7     | Pontszám | Helyezés |
| ---------- | --------------- | ----- | ----- | ----- | ------ | ----- | ----- | ----- | -------- | -------- |
| Kelly Chan | Szörfvitorlázás | 30,0  | 30,0  | 27,0  | (37,0) | 30,0  | 37,0  | 24,0  | 178,0    | 26.      |